# Aberdeen, Saskatchewan
Aberdeen är en ort i Kanada.   Den ligger i provinsen Saskatchewan, i den centrala delen av landet, 2 300 km väster om huvudstaden Ottawa. Aberdeen ligger 515 meter över havet och antalet invånare är 599.
Terrängen runt Aberdeen är platt. Trakten runt Aberdeen är nära nog obefolkad, med mindre än två invånare per kvadratkilometer.. Närmaste större samhälle är Warman, 19,2 km väster om Aberdeen.
Trakten runt Aberdeen består till största delen av jordbruksmark.